# Denis Vanez
Denis Vanez (3 de septiembre de 1965) es un deportista francés que compitió en tiro con arco, en la modalidad de arco compuesto. Ganó una medalla de bronce en el Campeonato Europeo de Tiro con Arco al Aire Libre de 2002, en la prueba por equipo.

## Palmarés internacional
| Campeonato Europeo al Aire Libre | Campeonato Europeo al Aire Libre | Campeonato Europeo al Aire Libre | Campeonato Europeo al Aire Libre |
| Año                              | Lugar                            | Medalla                          | Prueba                           |
| -------------------------------- | -------------------------------- | -------------------------------- | -------------------------------- |
| 2002                             | Oulu (Finlandia)                 | Medalla de bronce                | Equipo                           |